# Институт ботаники АН Абхазии

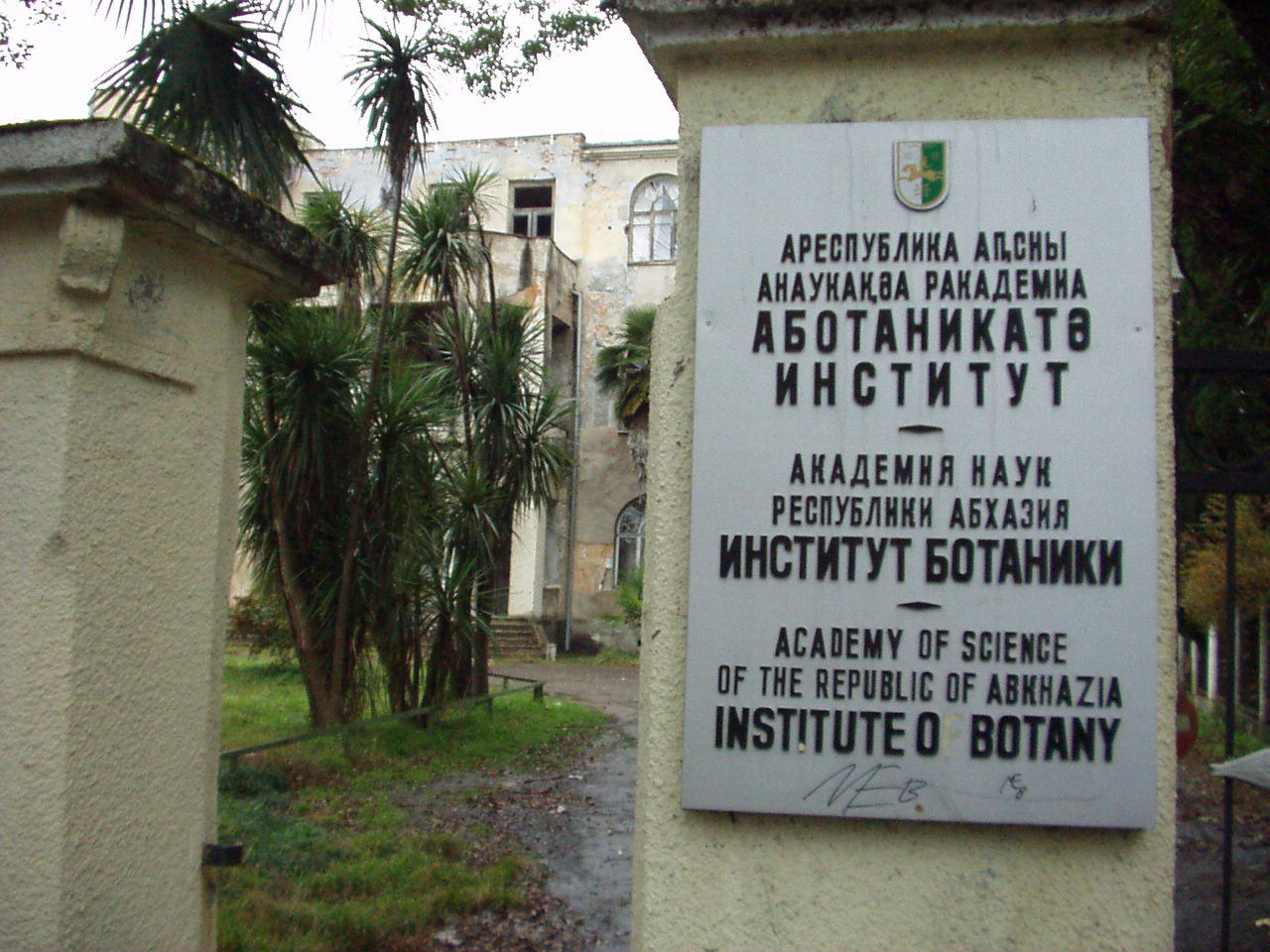
Вход в институт

Нау́чно-иссле́довательский институ́т бота́ники Акаде́мии нау́к Абха́зии (абх. Аҧсны Аҳәынҭқарра Анаукақәа Ракадемиа Аботаникатә институт) — государственное научное учреждение Абхазии, входящее в структуру Академии наук Абхазии. Основан в 1840 году генералом Н. Н. Раевским.
Отделы:
- интродукции растений,
- цветоводства и зелёного строительства,
- флоры и растительности,
- дендрологии.

В институте хранятся коллекция растений (более 5 000 видов), гербарий флоры Колхиды, коллекция палеообразцов.
Главными направлениями научной деятельности являются интродукция и акклиматизация растений, происходящих из разных регионов мира, изучение флоры Абхазии, изучение ископаемых флор.
Директор института в 2008 году — Гиви Айба, доктор биологических наук, профессор, академик Академии наук Абхазии, вице-президент Академии наук Абхазии.